# Volcano, The Blast Coaster
Volcano, The Blast Coaster, of Volcano, is een voormalige omgekeerde achtbaan in het Amerikaanse attractiepark Kings Dominion.
Het is al sinds de opening op 3 augustus 1998 een van de meest populaire attracties in het park. De rit is ontworpen door Paramount Parks en achtbaanontwerper Werner Stengel en werd gebouwd door Intamin AG. Bij de opening was Volcano de eerste omgekeerde lanceerachtbaan. De berg waarrond deze rit is gebouwd bestaat sinds 1979. Er waren een aantal attracties geopend voor de opening van Volcano.
De achtbaan werd vaak geteisterd door technische storingen. In 2018 was Volcano bijna het hele seizoen gesloten vanwege technische problemen. In Januari 2019 maakte het park bekend om Volcano af te gaan breken met als reden de vele technische storingen die de baan had, waardoor het niet meer rendabel was om de attractie operationeel te houden.

## Achtergrond
De baan van Volcano is gebaseerd op een vulkaanuitbarsting. Bij het instappen een van de drie treinen op de voet van de berg, maken de inzittenden een trage linkse bocht uit het station. De trein wordt dan in de eerste van twee lanceringen gelanceerd, die de trein versnelt tot 121 kilometer per uur. Het hoogste punt van de baan ligt op 47 meter boven het maaiveld, waardoor het tot 2010 de hoogste omkering in Kings Dominion, groter dan Dominator's 42 meter hoge verticale looping. Na de roll-out maakt de trein een radicale draai rond de berg, gevolgd door een Heartline Roll in de lucht. De trein maakt een andere draai en gaat door een tweede heartline Roll, die is ingebed in de zijkant van de berg. Na nog een bocht en een derde heartline roll, maakt de trein een draaiende, 24 meter hoge drop om uiteindelijk de rem uit te voeren.